# Ірод Корнелій
Ірод Корнелій (*24 серпня 1937, Марицея) – український прозаїк, поет. 

## З біографії
Народився 24 серпня 1937 року у селі Марицея Сучавського повіту (Румунія). Закінчив філологічний факультет Бухарестського університету. Працює в Румунії.

## Творчість
Автор збірки віршів „Вечірня молитва”, прозових книжок
„Світлотінь”, „Білий рояль” (1990), романів „Передодень” (1975), „Ранок” (1984), „Сонце в очах” (1988).
Окремі видання:
- Ірод К. Білий рояль. Проза. –Бухарест: Критеріон, 1990. – 269 с.
- Ірод К. Двічі розказувати про Куліцу Качура // Обрії. – Бухарест: Критеріон, 1985. – С. 70-78.
- Ірод К. Передодень. Роман. – Бухарест: Критеріон, 1975. – 204 с.
- Ірод К. Ранок. Роман. – Бухарест: Критеріон, 1984. – 285 с.
- Ірод К. Сонце в очах. Роман. – Бухарест: Критеріон, 1988. – 253 с.

## Інтернет-ресурси
- "Наш голос" Союз Українців Румунії. Ірод Корнелій - 75[недоступне посилання з червня 2019]